# Aethomys ineptus
Aethomys ineptus е вид бозайник от семейство Мишкови (Muridae).

## Разпространение
Видът е разпространен в Свазиленд и Южна Африка.